# Jeffrey Boomhouwer
Jeffrey Boomhouwer (* 15. Juni 1988 in Aalsmeer) ist ein niederländischer Handballspieler.

## Karriere
Jeffrey Boomhouwer spielte beim niederländischen Klub HV Aalsmeer, mit dem er in der Saison 2008/09 im Europapokal der Pokalsieger und in der Saison 2009/10 im EHF-Pokal antrat. 2010 wechselte der 1,79 Meter große Linksaußen nach Deutschland in die 2. Handball-Bundesliga zum TV Emsdetten, mit dem er 2013 in die 1. Liga aufstieg. Im Sommer 2014 wechselte er zur MT Melsungen. Ab dem Sommer 2018 stand er beim Bergischen HC unter Vertrag. Seit dem Sommer 2022 läuft er für Green Park Aalsmeer auf.
Boomhouwer gehört zum Kader der niederländischen Nationalmannschaft, für die er in bisher 93 Länderspielen 229 Tore erzielte. Bei der Europameisterschaft 2022 warf er ein Tor in drei Einsätzen.